# キラー・ブルックス
キラー・ブルックス（"Killer" Tim Brooks、本名：Timothy Paul Brooks、1947年12月4日 - 2020年6月30日）は、アメリカ合衆国のプロレスラー。テキサス州ワクサハチー出身。生年は1944年ともされた。
火のついた葉巻きをくわえ動物の骨を振りかざして入場するヒールの狂乱ファイターとして知られ、試合スタイルも殴る・蹴る・凶器攻撃主体のラフファイトを徹底。国際プロレス参戦時以外はエース級の存在ではなかったものの、日本でも昭和期の各団体で活躍した。

## 来歴
1969年（1968年説もあり）、従兄弟のディック・マードックに誘われてプロレスラーとしてデビュー。フリッツ・フォン・エリックが主宰する地元テキサス州のダラス地区を本拠地に、1970年代からはザ・シークが牛耳るデトロイト地区にも進出。フレッド・カリー、タイガー・ジェット・シン、ザ・ストンパー、マイティ・イゴール、ボボ・ブラジルなどのベビーフェイス陣営と対戦し、シークやジョージ・スティールともタッグを組んだ。
1972年3月、日本プロレスに初来日。ゴリラ・モンスーン、アブドーラ・ザ・ブッチャー、ディック・マードック、カリプス・ハリケーン、マイティ・ブルータスらと共に、ワールドリーグ戦の第14回大会に出場した。1974年10月にはマードックやブラックジャック・マリガンと共に全日本プロレスに来日している。
帰国後の11月中旬、デトロイト地区でクーデターを起こし、シークの団体から選手を引き抜いて新団体を発足。シークは新日本プロレスに来日中だったが、お家の一大事のために緊急帰国を余儀なくされている。このレスリング・ウォーはNWAという後ろ盾のあったシークに軍配が上がり、ブルックス派はオハイオに本拠を移すが、結局はブルックスも新団体と決別した（この新団体は、1975年にミル・マスカラスを初代世界王者として設立されたIWAの母体となっている）。
その後はテキサスに戻り、1975年はアマリロ地区にてレイ・スティーブンスらと共闘して、ドリー・ファンク・ジュニアやテリー・ファンクと抗争。ジャック・ブリスコが保持していたNWA世界ヘビー級王座にも挑戦した。古巣のダラス地区では1976年にスタン・ハンセンと組み、ホセ・ロザリオ&アル・マドリルからNWAテキサス・タッグ王座を奪取している。
1977年にカナダ・カルガリーのスタンピード・レスリングに参戦して、2月4日にラリー・レーンを破りフラッグシップ・タイトルの北米ヘビー級王座を獲得。同年11月、スタンピード・レスリングと提携していた国際プロレスに初登場を果たす。以降も国際プロレスの常連外国人ヒールとなり、ラッシャー木村のIWA世界ヘビー級王座に再三挑戦、1979年5月9日の焼津大会では、途中からルールをチェーン・デスマッチに変更して行われた。同年5月6日には後楽園ホールにて、ジプシー・ジョーとの狂乱コンビでアニマル浜口&マイティ井上のIWA世界タッグ王座にも挑んでいる（翌1980年4月にも、ジョー・ルダックとの2大外国人エースとして国際プロレスへの4度目の来日が発表されたが、負傷のため中止となり、代打でマイク・ジョージが来日した）。
1979年は太平洋岸北西部のパシフィック・ノースウエスト・レスリングにてロディ・パイパーと組んで活動、ジョナサン・ボイド&ダッチ・サベージやアドリアン・アドニス&ロン・スターとNWAパシフィック・ノースウエスト・タッグ王座を争い、シングルではジェシー・ベンチュラやアンドレ・ザ・ジャイアントとデスマッチで対戦した。パイパーと共に一時的にベビーフェイスのポジションにも回り、バディ・ローズ&エド・ウィスコスキーと抗争した。
1980年はブラックジャック・マリガンのパートナーとして、従兄弟のルーク・マリガン（"Cousin" Luke Mulligan）を名乗りNWAミッドアトランティック地区に短期間参戦。ここでもベビーフェイスとなって、マリガンと抗争していたマスクド・スーパースター、エンフォーサー・ルシアーノ、ボビー・ダンカンらと対戦した。
ザ・シークとも復縁し、1980年6月28日にデトロイトで行われたワンナイト・タッグ・トーナメントにシークと組んで出場。準決勝でアブドーラ・ザ・ブッチャー&アーニー・ラッドから反則勝ちを収めたが、決勝で当時アメリカ遠征中だったジャイアント馬場&ジャンボ鶴田に反則負けを喫している。翌1981年3月には全日本プロレスに再来日して、チャンピオン・カーニバルの第9回大会に参加。以降は日本での主戦場を全日本マットに移した（なお、国際プロレスは1981年8月に崩壊）。1985年3月9日の両国国技館では、全日本離脱直前のブルーザー・ブロディのパートナーとなって長州力&谷津嘉章と対戦している。
その間、アメリカ・マットでは1983年にジム・バーネット主宰のジョージア・チャンピオンシップ・レスリングで活動。ポール・オーンドーフから奪取したNWAナショナル・ヘビー級王座をラリー・ズビスコに売却するというアングルで物議を醸した。1984年はサンアントニオ地区のサウスウエスト・チャンピオンシップ・レスリングにて、スコット・ケーシー、ボビー・ジャガーズ、ケビン・サリバンらとサウスウエスト・ヘビー級王座を争った。同地区ではマニー・フェルナンデスやザ・シープハーダーズとも抗争を展開した。
1980年代中盤からは古巣ダラスのWCCWに定着。1985年7月7日にマーク・ルーイン&ワンマン・ギャングと組み、マイク・フォン・エリックの負傷による3対2のハンディキャップ・マッチでケビン&ケリー・フォン・エリックを破り、ダラス版のNWA世界6人タッグ王座を獲得した。1987年5月には、当時WCCWと提携関係にあった新日本プロレスに来日。IWGPリーグ戦の第5回大会に出場し、開幕戦で同ブロックのアントニオ猪木と対戦したが、藤波辰巳からの不戦勝以外は全敗の戦績に終わった。
1988年、ダラスにてNAWA（North American Wrestling Allegiance）なるプロレスリング・スクール兼任のインディー団体を設立。1991年1月には、教え子のケニー・ザ・ストライカー（ケニー・ザ・スティンガー）も参戦したSWSに来日している。1992年9月から1993年6月にかけては、WCCWの後を引き継ぐ形で旗揚げされたグローバル・レスリング・フェデレーションに出場、若手時代のスティービー・レイ、ブッカー・T、ジョン・ホークらと対戦した。
1997年に現役を引退し、以降はNAWAの責任者兼ヘッドトレーナーとして、団体の運営と若手選手の育成に携わった。NAWAの主な出身者には、1990年にワイルド・ブルマンのリングネームでFMWに来日したブルマン・ダウンズ、2000年代後半にテキサス州アーリントンのプロフェッショナル・チャンピオンシップ・レスリングでサブゥーやポール・ロンドンと抗争したクリス・クロニックなどがいる。
2020年6月30日、癌のため72歳で死去。

## 得意技
- ギロチン・ドロップ
- エルボー・ドロップ
- エルボー・バット
- 噛みつき・かきむしり・凶器など反則攻撃全般

## 獲得タイトル
NWAビッグタイム・レスリング / WCCW
- NWAテキサス・ヘビー級王座：1回[37]
- NWAテキサス・タッグ王座：3回（w / スタン・ハンセン、レロイ・ブラウン、スタン・スタージャック）[15]
- NWAアメリカン・タッグ王座：1回（w / アーマン・ハッサン）[38]
- NWA世界6人タッグ王座：1回（w / マーク・ルーイン&ワンマン・ギャング）[30]
- WCCW TV王座：1回[39]

NWAビッグタイム・レスリング
- NWA世界タッグ王座（デトロイト版）：3回（w / ベン・ジャスティス×2、アブドーラ・ザ・ブッチャー）[15]

ジョージア・チャンピオンシップ・レスリング
- NWAナショナル・ヘビー級王座：1回[27]
- NWAコロンバス・タッグ王座：1回（w / ビル・ハワード）[40]

スタンピード・レスリング
- スタンピード北米ヘビー級王座：1回[16]

パシフィック・ノースウエスト・レスリング
- NWAパシフィック・ノースウエスト・タッグ王座：1回（w / ロディ・パイパー）[20]

NWAウエスタン・ステーツ・スポーツ
- NWAウエスタン・ステーツ・タッグ王座：1回（w / ジプシー・ジョー）[41]

サウスウエスト・チャンピオンシップ・レスリング
- SCWサウスウエスト・ヘビー級王座：2回[28]